# Anton Dante Coda

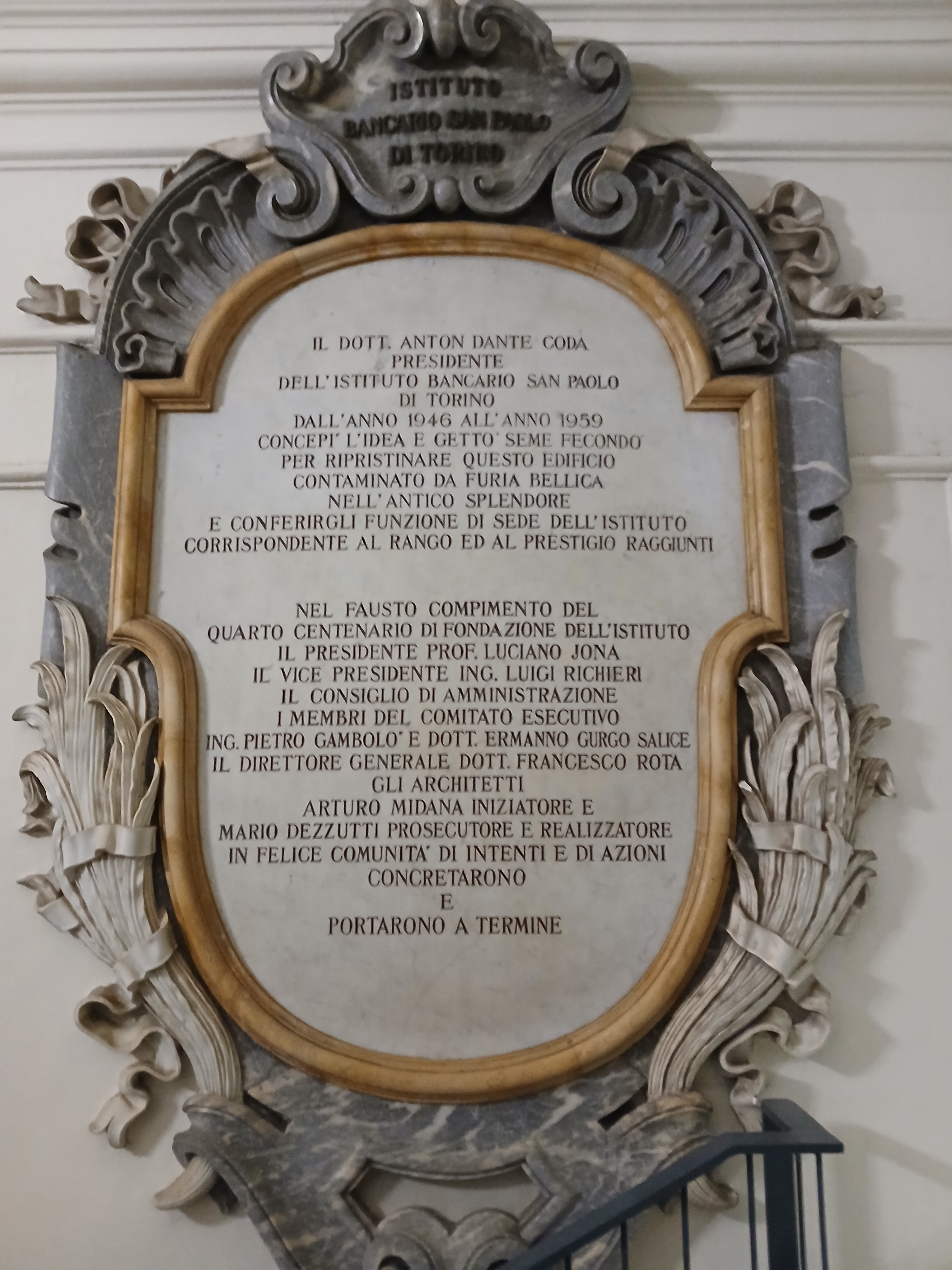
Targa commemorativa nel cortile dell'Istituto San Paolo in piazza San Carlo a Torino

Anton Dante Coda (Biella, 1899 – Torino, marzo 1959) è stato un politico italiano presidente dell'Istituto Bancario San Paolo di Torino dal 1946 al 1959.

## Biografia
Nel 1935 fu arrestato a Bardonecchia mentre si stava recando a Parigi al convegno dei dirigenti di Giustizia e Libertà. Dopo l'8 settembre 1943 fu rappresentante nel Comitato di Liberazione Nazionale di Milano e successivamente nel Comitato di Liberazione Nazionale Alta Italia. Nel gennaio 1945 fu nominato presidente del Congresso interregionale del Partito Liberale Italiano dell'Italia del Nord. 
A partire dall'anno successivo si adoperò per ricostruire la storica sede dell'istituto bancario in piazza San Carlo dalle distruzioni belliche.
Morì a Torino nel marzo 1959.